# Niech gadają
Niech gadają (ang. Let Them All Talk) – amerykański komediodramat z 2020 roku w reżyserii Stevena Soderbergha. W głównych rolach wystąpiły Meryl Streep, Dianne Wiest i Candice Bergen. Film miał premierę 10 grudnia 2020 roku za pośrednictwem platformy HBO Max.
Zdjęcia do filmu kręcono w Nowym Jorku i Southampton.

## Fabuła
Znana pisarka Alice w towarzystwie przyjaciółek rusza w podróż statkiem, aby odprężyć się i oderwać od codziennych problemów. Towarzyszy im jej siostrzeniec, Tyler, który często sprzecza się z jej koleżankami oraz jej nowa agentka, Karen, która próbuje wszelkim kosztem dowiedzieć się czegokolwiek o nadchodzącej spod pióra Alice nowej książce.

## Obsada
- Meryl Streep jako Alice
- Dianne Wiest jako Susan
- Candice Bergen jako Roberta
- Lucas Hedges jako Tyler
- Gemma Chan jako Karen
- Christopher Fitzgerald jako Eddie
- Daniel Algrant jako Kelvin Kranz
- Elna Baker jako Clovis
- Samia Finnerty jako Samia
- Fred Hechinger jako Fred
- Mike Doyle jako Murray Dix
- John Douglas Thompson jako dr Mitchell[1]

## Odbiór

### Reakcja krytyków
Film spotkał się z dobrą reakcją krytyków. W agregatorze recenzji Rotten Tomatoes 87% z 119 recenzji uznano za pozytywne. Z kolei w agregatorze Metacritic średnia ważona ocen z 31 recenzji wyniosła 72 punktów na 100.